# 肥後白石駅
肥後白石駅（ひごしらいしえき）は、かつて熊本県山鹿市白石にあった山鹿温泉鉄道の駅（廃駅）である。

## 歴史
- 1955年（昭和30年）4月1日：山鹿温泉鉄道の駅として開業。
- 1965年（昭和40年）2月4日：全線廃止に伴い廃駅。

## 駅構造
1面1線のホームを持つ地上駅であり、無人駅であった。

## 駅周辺
- 山鹿ごみ処理センター
- 熊本県道330号熊本山鹿自転車道線

## 現在

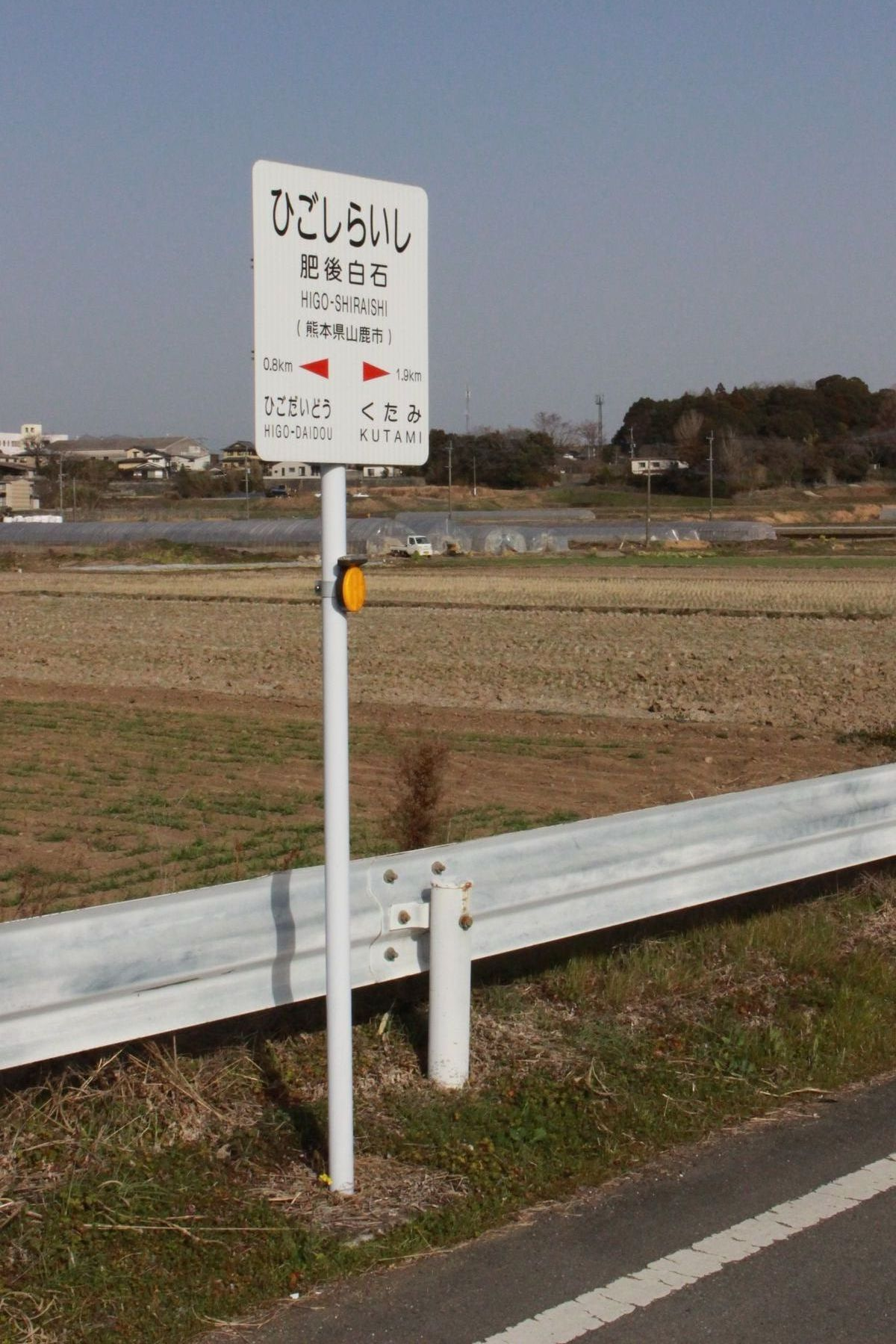
駅跡に存在する、駅名標を模した標識（2022年3月）

軌道部分は自転車道となっている。駅の構造物の遺構は残っていないが、駅名標を模した標識が立てられている。Google ストリートビューによれば、2013年（平成25年）ごろまでは標識は存在せず、2014年（平成26年）ごろからその姿が確認できる。

## 隣の駅
山鹿温泉鉄道
山鹿温泉鉄道線
来民駅 - 肥後白石駅 - 肥後大道駅